# Jerevans konjaksbolag
Ej att förväxla med Jerevan Ararat konjaksfabrik

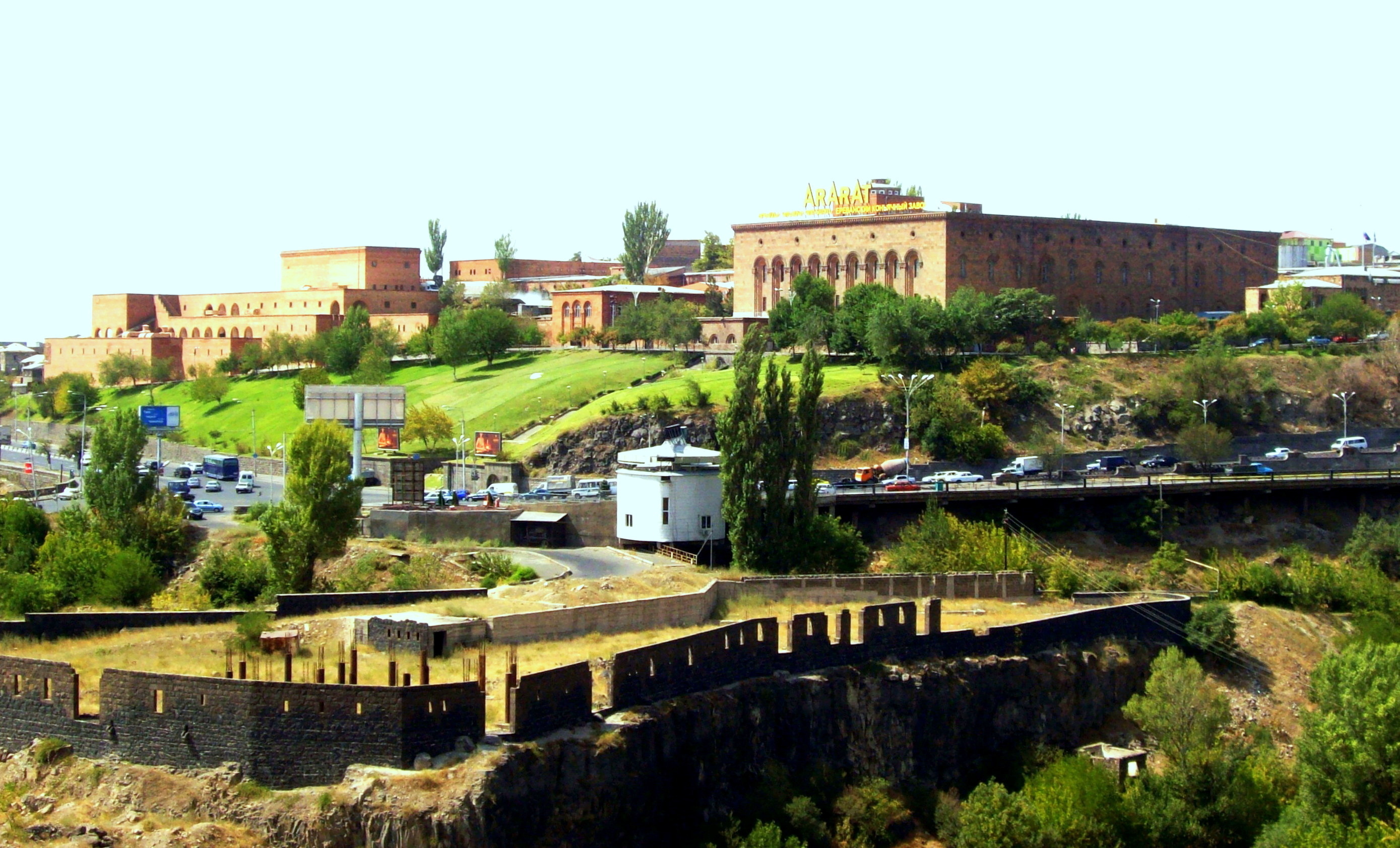
Jerevans konjaksbolag

Jerevans konjaksbolag (armeniska: Երևանի Կոնյակի Գործարան, Jerevani Konjaki Gortsaran), också känt under sitt varumärke "ArArAt", är Armeniens största producent av armenisk konjak. Företaget grundades 1887 inom ryska imperiet. Det förstatligades under Armeniens period inom Sovjetunionen, varefter det 1999 såldes av den armeniska regeringen till franska Pernod Ricard. 
Jerevans konjaksbolag bedriver tillverkning i Jerevan och från 1966 också i Armavir.
Jerevans konjaksbolag etablerades på den fastighet där Jerevans fästning låg av köpmannen Nerses Tairjan och dennes kusin Vasili Tairjan. Företaget övertogs 1900 av den ryske affärsmannen och vodkatillverkaren Nikolaj Sjustov och omdöptes till motsvarande "Sjustov & Söner". 
År 1948, i samband med en omorganisation av den då statliga "Jerevan Ararat vin-konjaksfabrik" (tidigare till 1940 "Sjustovfabriken"), delades företaget i två företag: Jerevan Ararat konjaksfabrik och Jerevans konjaksfabrik. 
Efter att ha blivit ett separat företag, flyttade Jerevans konjaksfabrik 1953 till nyuppförda lokaler, ritade av arkitekten Hovhannes Margarjan (1901-–1963), på högplatån vid västra ändan av Haghtanakbron i Jerevan, på floden Hrazdans högra strand och mittemot Jerevan Ararat konjaksfabrik. 
Jerevans konjaksfabrik hade mellan 1953 och 1991 privilegiet att vara ensamtillverkare av armenisk konjak i Sovjetunionen.

## Bilder

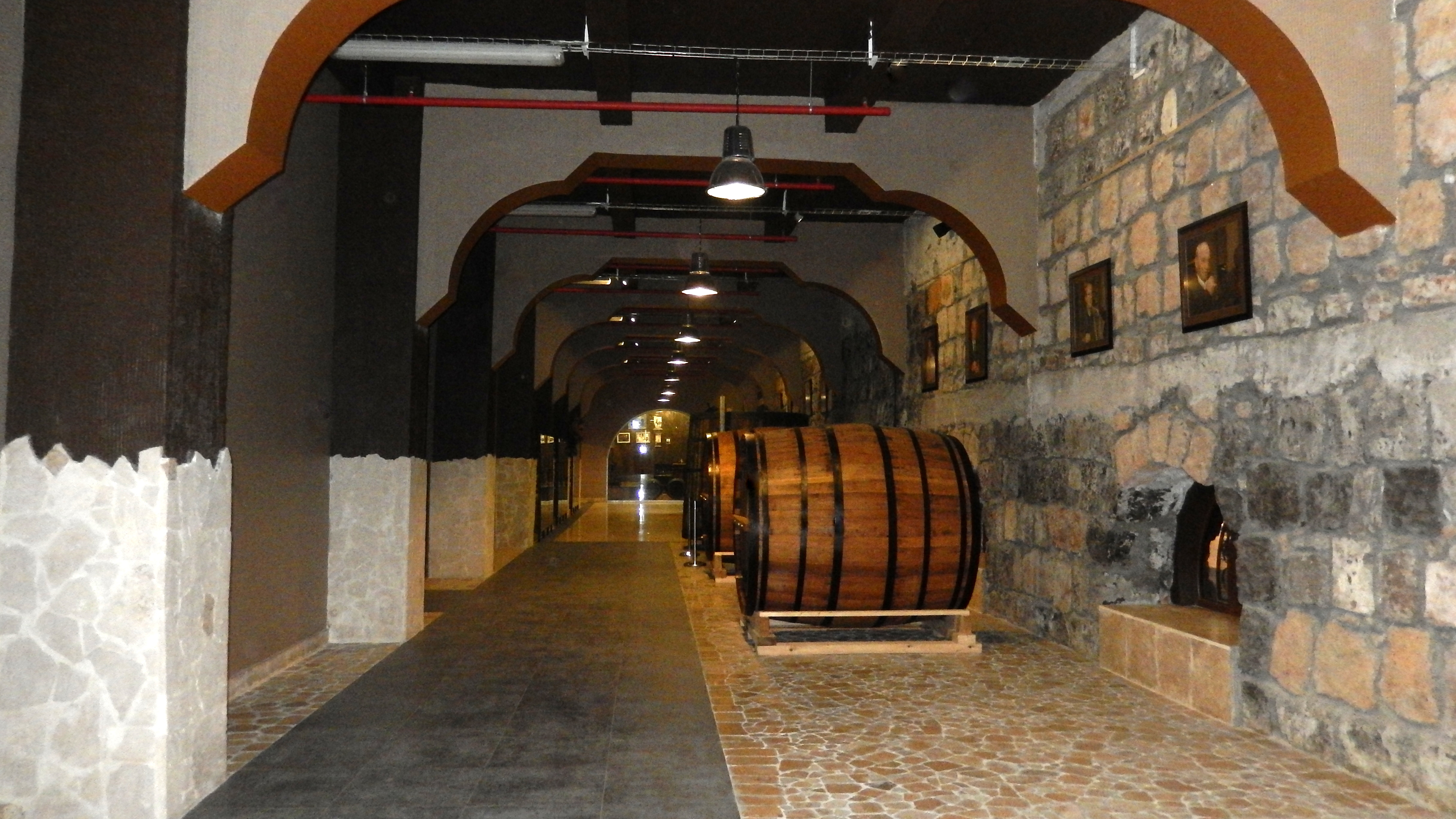
Jerevans konjaksbolags museum
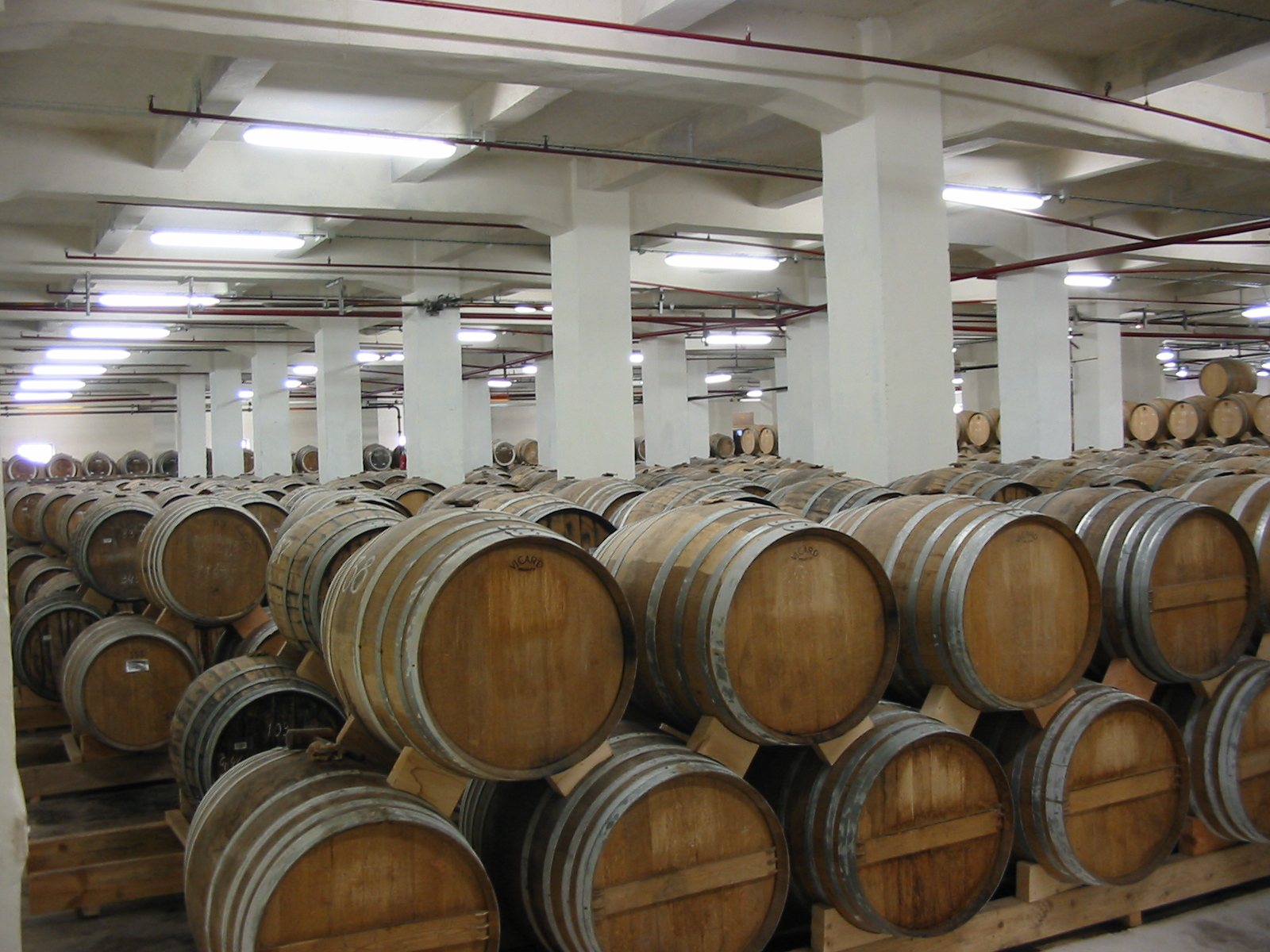
Lagerlokal med ektunnor